# Sibirska jabuka
Sibirska jabuka (lat. Malus baccata), vrsta drveta iz roda jabuka, porodica ružovki, rašireno po Aziji (Rusija, Kina,  Koreja), a uvezena je i po drugim kontinentima, u Europu i Sjevernu Ameriku, gdje se uzgaja kao ukrasno drvo ali i zbog jestivih plodova, koji se mogu jesti svježi ili osušeni.
Naraste od deset do 14 metara visine.
- M. baccata
- M. baccata
- M. baccata